# Campionat d'Europa de natació de 2014
El XXXII Campionat d'Europa de natació es va celebrar a Berlín entre el 13 i el 24 d'agost de 2014 sota la direcció de la LEN i la federació alemanya de natació. En aquest campionat es van disputar les proves d'aigües obertes, natació sincronitzada, natació en línia i salts. El waterpolo es va disputar a Budapest el Campionat Europeu de Waterpolo 2014 entre el 14 i el 27 de juliol.

## Calendari
| ● | Cerimònia d'inauguració | ● | Preliminars | 1 | Finals | ● | Cerimònia de clausura |

| Agost de 2014             | 13 | 14 | 15 | 16 | 17 | 18 | 19 | 20 | 21 | 22 | 23 | 24 | Finals per esport |
| ------------------------- | -- | -- | -- | -- | -- | -- | -- | -- | -- | -- | -- | -- | ----------------- |
| Cerimònies                | ●  |    |    |    |    |    |    |    |    |    |    | ●  | –                 |
| Natació                   |    |    |    |    |    | 4  | 6  | 5  | 7  | 5  | 7  | 8  | 42                |
| Natació en aigües obertes | 2  | 2  |    | 1  | 2  |    |    |    |    |    |    |    | 7                 |
| Natació sincronitzada     | ●  | ●  | ●  | 2  | 2  |    |    |    |    |    |    |    | 4                 |
| Salts                     |    |    |    |    |    | 1  | 2  | 2  | 1  | 2  | 2  | 1  | 11                |
| Finals per dia            | 2  | 2  | 0  | 3  | 4  | 5  | 8  | 7  | 8  | 7  | 9  | 9  | 64                |

## Medaller
| Pos.  | País          | Or | Plata | Bronze | Total |
| 1     | Regne Unit    | 11 | 8     | 8      | 27    |
| 2     | Rússia        | 9  | 7     | 3      | 20    |
| 3     | Itàlia        | 8  | 3     | 12     | 23    |
| 4     | Alemanya      | 6  | 8     | 8      | 22    |
| 5     | Dinamarca     | 6  | 1     | 2      | 9     |
| 6     | Hongria       | 5  | 6     | 6      | 17    |
| 7     | França        | 5  | 4     | 3      | 12    |
| 8     | Suècia        | 3  | 3     | 1      | 10    |
| 9     | Espanya       | 3  | 5     | 5      | 13    |
| 10    | Països Baixos | 3  | 5     | 2      | 11    |
| 11    | Polònia       | 2  | 1     | 1      | 4     |
| 12    | Sèrbia        | 2  | 0     | 0      | 2     |
| 13    | Ucraïna       | 1  | 3     | 7      | 11    |
| 14    | Lituània      | 1  | 1     | 2      | 4     |
| 15    | Belarús       | 1  | 1     | 1      | 3     |
| 16    | Illes Fèroe   | 0  | 2     | 0      | 2     |
| 17    | Grècia        | 0  | 1     | 0      | 1     |
| 18    | Finlàndia     | 0  | 1     | 1      | 2     |
| 18    | Bèlgica       | 0  | 1     | 0      | 1     |
| 18    | Eslovènia     | 0  | 1     | 0      | 1     |
| 18    | Àustria       | 0  | 0     | 2      | 2     |
| Total | Total         | 66 | 66    | 65     | 197   |

Si Catalunya participés com una federació més hauria aconseguit 2 medalles d'or, 5 de plata i 5 de bronze i es trobaria a la posició número 10 del medaller.

## Resultats de natació
WR: Rècord mundial
ER: Rècord europeu
CR: Rècord del campionat

### Masculí
| Prova (en metres) | Or                                                                                   | Or          | Argent                                                                               | Argent   | Bronze                                                                              | Bronze   |
| Prova (en metres) | Nedador                                                                              | Marca       | Nedador                                                                              | Marca    | Nedador                                                                             | Marca    |
| ----------------- | ------------------------------------------------------------------------------------ | ----------- | ------------------------------------------------------------------------------------ | -------- | ----------------------------------------------------------------------------------- | -------- |
| 50 papallona      | Florent Manaudou · França · Yauhen Tsurkin · Belarús ·                               | 23,00       | —                                                                                    | —        | Benjamin Proud · Regne Unit · Andri Hovorov · Ucraïna ·                             | 23.21    |
| 100 papallona     | Konrad Czerniak · Polònia ·                                                          | 51,38       | László Cseh · Hongria ·                                                              | 51,89    | Pavel Sankovich · Belarús ·                                                         | 51,92    |
| 200 papallona     | Viktor Bromer · Dinamarca ·                                                          | 1:55,29     | Bence Biczó · Hongria ·                                                              | 1:55,62  | Paweł Korzeniowski · Polònia ·                                                      | 1:55,74  |
| 50 esquena        | Vladimir Morozov · Rússia ·                                                          | 24,64       | Jérémy Stravius · França ·                                                           | 24,84    | Christoph Walker-Hebborn · Regne Unit ·                                             | 25,00    |
| 100 esquena       | Christoph Walker-Hebborn · Regne Unit ·                                              | 54,15       | Jérémy Stravius · França ·                                                           | 53,64    | Jan-Philip Glania · Alemanya ·                                                      | 54,15    |
| 200 esquena       | Radosław Kawęcki · Polònia ·                                                         | 1:56,02     | Christian Diener · Alemanya ·                                                        | 1:57,16  | Gábor Balog · Hongria ·                                                             | 1:57,42  |
| 50 braça          | Adam Peaty · Regne Unit ·                                                            | 27,00       | Giedrius Titenis · Lituània ·                                                        | 27,34    | Damir Dugonjič · Eslovènia ·                                                        | 27,48    |
| 100 braça         | Adam Peaty · Regne Unit ·                                                            | 58,96       | Ross Murdoch · Regne Unit ·                                                          | 59,43    | Giedrius Titenis · Lituània ·                                                       | 59,61    |
| 200 braça         | Marco Koch · Alemanya ·                                                              | 2:07,47     | Ross Murdoch · Regne Unit ·                                                          | 2:07,77  | Giedrius Titenis · Lituània ·                                                       | 2:08,93  |
| 50 lliures        | Florent Manaudou · França ·                                                          | 21,32       | Konrad Czerniak · Polònia ·                                                          | 21,88    | Ari-Pekka Liukkonen · Finlàndia ·                                                   | 21,93    |
| 100 lliures       | Florent Manaudou · França ·                                                          | 47,98       | Fabien Gilot · França ·                                                              | 48,36    | Luca Leonardi · Itàlia ·                                                            | 48,38    |
| 200 lliures       | Velimir Stjepanović · Sèrbia ·                                                       | 1:45,78     | Paul Biedermann · Alemanya ·                                                         | 1:45,80  | Yannick Agnel · França ·                                                            | 1:46,65  |
| 400 lliures       | Velimir Stjepanović · Sèrbia ·                                                       | 3:45,66     | Andrea D'Arrigo · Itàlia ·                                                           | 3:46,91  | Jay Lelliott · Regne Unit ·                                                         | 3:47,50  |
| 800 lliures       | Gregorio Paltrinieri · Itàlia ·                                                      | 7:44,98     | Pál Joensen · Illes Fèroe ·                                                          | 7:48,49  | Gabriele Detti · Itàlia ·                                                           | 7:49,35  |
| 1500 lliures      | Gregorio Paltrinieri · Itàlia ·                                                      | 14:39,33 ER | Pál Joensen · Illes Fèroe ·                                                          | 14:50,59 | Gabriele Detti · Itàlia ·                                                           | 14:52,53 |
| 200 estils        | László Cseh · Hongria ·                                                              | 1:58,10     | Philip Heintz · Alemanya ·                                                           | 1:58,17  | Roberto Pavoni · Regne Unit ·                                                       | 1:58,22  |
| 400 estils        | Dávid Verrasztó · Hongria ·                                                          | 4:11,89     | Roberto Pavoni · Regne Unit ·                                                        | 4:13,75  | Federico Turrini · Itàlia ·                                                         | 4:14,15  |
| 4x100 lliures     | França · Mehdy Metella · Fabien Gilot · Florent Manaudou · Jérémy Stravius ·         | 3:11,64     | Rússia · Andrei Grechin · Nikita Lobintsev · Alexandr Sujorukov · Vladimir Morozov · | 3:12,67  | Itàlia · Luca Dotto · Marco Orsi · Luca Leonardi · Filippo Magnini ·                | 3:12,78  |
| 4x200 lliures     | Alemanya · Robin Backhaus · Yannick Lebherz · Clemens Rapp · Paul Biedermann ·       | 7:09,00     | Rússia · Artiom Lobuzov · Dmitri Yermakov · Alexandr Krasnyj · Alexandr Sujorukov ·  | 7:10,29  | Bèlgica · Louis Croenen · Glenn Surgeloose · Emmanuel Vanluchene · Pieter Timmers · | 7:10,39  |
| 4x100 estils      | Regne Unit · Christoph Walker-Hebborn · Adam Peaty · Adam Barrett · Benjamin Proud · | 3:31,73     | França · Jérémy Stravius · Giacomo Perez-Dortona · Mehdy Metella · Fabien Gilot      | 3:32,47  | Hongria · László Cseh · Dániel Gyurta · Bence Pulai · Dominik Kozma ·               | 3:33,11  |

### Femení
| Prova (en metres) | Or                                                                                    | Or         | Argent                                                                                | Argent   | Bronze                                                                             | Bronze   |
| Prova (en metres) | Nedador                                                                               | Marca      | Nedador                                                                               | Marca    | Nedador                                                                            | Marca    |
| ----------------- | ------------------------------------------------------------------------------------- | ---------- | ------------------------------------------------------------------------------------- | -------- | ---------------------------------------------------------------------------------- | -------- |
| 50 papallona      | Sarah Sjöström · Suècia ·                                                             | 24,98      | Jeanette Ottesen · Dinamarca ·                                                        | 25,34    | Francesca Halsall · Regne Unit ·                                                   | 25,39    |
| 100 papallona     | Jeanette Ottesen · Dinamarca ·                                                        | 56,51      | Sarah Sjöström · Suècia ·                                                             | 56,52    | Ilaria Bianchi · Itàlia ·                                                          | 57,71    |
| 200 papallona     | Mireia Belmonte García · Catalunya ·                                                  | 2:04,79    | Judit Ignacio Sorribes · Catalunya ·                                                  | 2:06,66  | Katinka Hosszú · Hongria ·                                                         | 2:07,28  |
| 50 esquena        | Francesca Halsall · Regne Unit ·                                                      | 27,81      | Georgia Davies · Regne Unit ·                                                         | 27,82    | Mie Nielsen · Dinamarca ·                                                          | 27,87    |
| 100 esquena       | Mie Nielsen · Dinamarca · Katinka Hosszú · Hongria ·                                  | 59,63      | —                                                                                     | —        | Georgia Davies · Regne Unit ·                                                      | 59,74    |
| 200 esquena       | Duane Da Rocha · Espanya ·                                                            | 2:09,37    | Elizabeth Simmonds · Regne Unit ·                                                     | 2:09,66  | Daria Ustinova · Rússia ·                                                          | 2:09,79  |
| 50 braça          | Rūta Meilutytė · Lituània ·                                                           | 29,89      | Jennie Johansson · Suècia ·                                                           | 30,52    | Moniek Nijhuis · Països Baixos ·                                                   | 30,64    |
| 100 braça         | Rikke Møller Pedersen · Dinamarca ·                                                   | 1:06,23    | Jennie Johansson · Suècia ·                                                           | 1:07,04  | Arianna Castiglioni · Itàlia ·                                                     | 1:07,36  |
| 200 braça         | Rikke Møller Pedersen · Dinamarca ·                                                   | 2:19,84    | Molly Renshaw · Regne Unit ·                                                          | 2:23,82  | Jessica Vall Montero · Catalunya ·                                                 | 2:24,08  |
| 50 lliures        | Francesca Halsall · Regne Unit ·                                                      | 24,32      | Sarah Sjöström · Suècia ·                                                             | 24,37    | Jeanette Ottesen · Dinamarca ·                                                     | 24,53    |
| 100 lliures       | Sarah Sjöström · Suècia ·                                                             | 52,67      | Femke Heemskerk · Països Baixos ·                                                     | 53,64    | Michelle Coleman · Suècia ·                                                        | 53,75    |
| 200 lliures       | Federica Pellegrini · Itàlia ·                                                        | 1:56,01    | Katinka Hosszú · Hongria ·                                                            | 1:56,69  | Femke Heemskerk · Països Baixos ·                                                  | 1:56,81  |
| 400 lliures       | Jazmin Carlin · Regne Unit ·                                                          | 4:03,24    | Sharon van Rouwendaal · Països Baixos ·                                               | 4:03,76  | Mireia Belmonte García · Catalunya ·                                               | 4:04,01  |
| 800 lliures       | Jazmin Carlin · Regne Unit ·                                                          | 8:15,54    | Mireia Belmonte García · Catalunya ·                                                  | 8:21,22  | Boglárka Kapás · Hongria ·                                                         | 8:22,06  |
| 1500 lliures      | Mireia Belmonte García · Catalunya ·                                                  | 15:57,29   | Boglárka Kapás · Hongria ·                                                            | 16:03,04 | Martina Caramignoli · Itàlia ·                                                     | 16:05,98 |
| 200 estils        | Katinka Hosszú · Hongria ·                                                            | 2:08,11    | Aimee Willmott · Regne Unit ·                                                         | 2:11,44  | Lisa Zaiser · Àustria ·                                                            | 2:12,17  |
| 400 estils        | Katinka Hosszú · Hongria ·                                                            | 4:31,03    | Mireia Belmonte García · Catalunya ·                                                  | 4:33,13  | Aimee Willmott · Regne Unit ·                                                      | 4:34,69  |
| 4x100 lliures     | Suècia · Michelle Coleman · Magdalena Kuras · Louise Hansson · Sarah Sjöström ·       | 3:08,20    | Països Baixos · Inge Dekker · Maud van der Meer · Esmee Vermeulen · Femke Heemskerk · | 3:08,60  | Itàlia · Alice Mizzau · Erika Ferraioli · Giada Galizi · Federica Pellegrini ·     | 3:07,55  |
| 4x200 lliures     | Itàlia · Alice Mizzau · Stefania Pirozzi · Chiara Masini · Federica Pellegrini ·      | 7:50,53    | Suècia · Michelle Coleman · Louise Hansson · Sarah Sjöström · Stina Gardell ·         | 7:51,03  | Hongria · Zsuzsanna Jakabos · Evelyn Verrasztó · Boglárka Kapás · Katinka Hosszú · | 7:54,23  |
| 4x100 estils      | Dinamarca · Mie Nielsen · Rikke Møller Pedersen · Jeanette Ottesen · Pernille Blume · | 3:55,62 ER | Suècia · Ida Lindborg · Jennie Johansson · Sarah Sjöström · Michelle Coleman ·        | 3:56,04  | Regne Unit · Georgia Davies · Sophie Taylor · Jemma Lowe · Francesca Halsall ·     | 3:57,97  |

### Mixt
| Prova (en metres)  | Or                                                                                    | Or         | Argent                                                                               | Argent  | Bronze                                                                                   | Bronze  |
| Prova (en metres)  | Nedador                                                                               | Marca      | Nedador                                                                              | Marca   | Nedador                                                                                  | Marca   |
| ------------------ | ------------------------------------------------------------------------------------- | ---------- | ------------------------------------------------------------------------------------ | ------- | ---------------------------------------------------------------------------------------- | ------- |
| 4x100 lliures mixt | Itàlia · Luca Dotto · Luca Leonardi · Erika Ferraioli · Giada Galizi ·                | 3:25,02    | Rússia · Andrei Grechin · Vladimir Morozov · Veronika Popova · Margarita Nesterova · | 3:25,60 | França · Clement Mignon · Grégory Mallet · Anna Santamans · Coralie Balmy ·              | 3:27,02 |
| 4x100 estils mixt  | Regne Unit · Christoph Walker-Hebborn · Adam Peaty · Jemma Lowe · Francesca Halsall · | 3:44,02 WR | Països Baixos · Bastiaan Lijesen · Bram Dekker · Inge Dekker · Femke Heemskerk ·     | 3:45,93 | Rússia · Vladimir Morozov · Vitalina Simonova · Viacheslav Prudnikov · Veronika Popova · | 3:47,34 |

## Resultats de salts

### Masculí
| Prova (en metres)      | Or                                           | Or        | Argent                                       | Argent    | Bronze                                           | Bronze    |
| Prova (en metres)      | Nedador                                      | Puntuació | Nedador                                      | Puntuació | Nedador                                          | Puntuació |
| ---------------------- | -------------------------------------------- | --------- | -------------------------------------------- | --------- | ------------------------------------------------ | --------- |
| Trampolí 1m            | Patrick Hausding · Alemanya ·                | 428,65    | Yevgueni Kuznetsov · Rússia ·                | 422,40    | Matthieu Rosset · França ·                       | 420,10    |
| Trampolí 3m            | Patrick Hausding · Alemanya ·                | 487,85    | Ilia Zajarov · Rússia ·                      | 483,20    | Illia Kvasha · Ucraïna ·                         | 477,20    |
| Plataforma 10m         | Viktor Minibayev · Rússia ·                  | 586,10    | Thomas Daley · Regne Unit ·                  | 535,45    | Sascha Klein · Alemanya ·                        | 530,90    |
| Trampolí 3m sincro.    | Ilia Zajarov · Yevgueni Kuznetsov · Rússia · | 464,64    | Patrick Hausding · Stephan Feck · Alemanya · | 438,15    | Olexandr Gorshkovozov · Illia Kvasha · Ucraïna · | 433,98    |
| Plataforma 10m sincro. | Patrick Hausding · Sascha Klein · Alemanya · | 461,46    | Vadzim Kaptur · Yauheni Karaliou · Belarús · | 421,80    | Olexandr Bondar · Maxym Dolgov · Ucraïna ·       | 415,17    |

### Femení
| Prova (en metres)      | Or                                                  | Or        | Argent                                      | Argent    | Bronze                                       | Bronze    |
| Prova (en metres)      | Nedador                                             | Puntuació | Nedador                                     | Puntuació | Nedador                                      | Puntuació |
| ---------------------- | --------------------------------------------------- | --------- | ------------------------------------------- | --------- | -------------------------------------------- | --------- |
| Trampolí 1m            | Tania Cagnotto · Itàlia ·                           | 289,30    | Kristina Ilinyj · Rússia ·                  | 288,55    | Tina Punzel · Alemanya ·                     | 286,70    |
| Trampolí 3m            | Nadezhda Bazhina · Rússia ·                         | 322,80    | Tania Cagnotto · Itàlia ·                   | 318,25    | Nora Subschinski · Alemanya ·                | 317,90    |
| Plataforma 10m         | Sarah Barrow · Regne Unit ·                         | 363,70    | Noemi Batki · Itàlia ·                      | 346,40    | Yuliya Prokopchuk · Ucraïna ·                | 341,35    |
| Trampolí 3m sincro.    | Tania Cagnotto · Francesca Dallapé · Itàlia ·       | 328,50    | Tina Punzel · Nora Subschinski · Alemanya · | 313,50    | Olena Fedorova · Hanna Pysmenska · Ucraïna · | 307,20    |
| Plataforma 10m sincro. | Yekaterina Petujova · Yuliya Timoshinina · Rússia · | 314,70    | Maria Kurjo · My Phan · Alemanya ·          | 290,01    | Villő Kormos · Zsófia Reisinger · Hongria ·  | 279,48    |

### Mixt
| Prova (en metres) | Or                                             | Or        | Argent                                          | Argent    | Bronze                                  | Bronze    |
| Prova (en metres) | Nedador                                        | Puntuació | Nedador                                         | Puntuació | Nedador                                 | Puntuació |
| ----------------- | ---------------------------------------------- | --------- | ----------------------------------------------- | --------- | --------------------------------------- | --------- |
| Prova per equips  | Viktor Minibayev · Nadezhda Bazhina · Rússia · | 416,90    | Olexandr Bondar · Yuliya Prokopchuk · Ucraïna · | 409,75    | Sascha Klein · Tina Punzel · Alemanya · | 390,95    |

## Resultats d'aigües obertes

### Masculí
| Prova (en metres) | Or                               | Or        | Argent                       | Argent    | Bronze                       | Bronze    |
| Prova (en metres) | Nedador                          | Puntuació | Nedador                      | Puntuació | Nedador                      | Puntuació |
| ----------------- | -------------------------------- | --------- | ---------------------------- | --------- | ---------------------------- | --------- |
| 5 km              | Daniel Fogg · Regne Unit ·       | 53:41,4   | Rob Muffels · Alemanya ·     | 54:01,8   | Thomas Lurz · Alemanya ·     | 54:02,6   |
| 10 km             | Ferry Weertman · Països Baixos · | 1:49:56,2 | Thomas Lurz · Alemanya ·     | 1:49:59,0 | Yevgueni Drattsev · Rússia · | 1:50:00,6 |
| 25 km             | Axel Reymond · França ·          | 4:59:18,8 | Yevgueni Drattsev · Rússia · | 4:59:31,2 | Edoardo Stochino · Itàlia ·  | 5:08:51,0 |

### Femení
| Prova (en metres) | Or                                      | Or        | Argent                                  | Argent    | Bronze                               | Bronze    |
| Prova (en metres) | Nedador                                 | Puntuació | Nedador                                 | Puntuació | Nedador                              | Puntuació |
| ----------------- | --------------------------------------- | --------- | --------------------------------------- | --------- | ------------------------------------ | --------- |
| 5 km              | Isabelle Härle · Alemanya ·             | 57:55,7   | Sharon van Rouwendaal · Països Baixos · | 58:29,9   | Mireia Belmonte García · Catalunya · | 58:41,4   |
| 10 km             | Sharon van Rouwendaal · Països Baixos · | 1:56:06,9 | Éva Risztov · Hongria ·                 | 1:56:08,0 | Aurora Ponselè · Itàlia ·            | 1:56:08,5 |
| 25 km             | Martina Grimaldi · Itàlia ·             | 5:19:14,1 | Anna Olasz · Hongria ·                  | 5:19:21,0 | Angela Maurer · Alemanya ·           | 5:19:21,4 |

### Per equips
| Prova (en metres) | Or                                                                         | Or        | Argent                                                              | Argent    | Bronze                                                  | Bronze    |
| Prova (en metres) | Nedador                                                                    | Puntuació | Nedador                                                             | Puntuació | Nedador                                                 | Puntuació |
| ----------------- | -------------------------------------------------------------------------- | --------- | ------------------------------------------------------------------- | --------- | ------------------------------------------------------- | --------- |
| 5 km per equips   | Ferry Weertman · Marcel Schouten · Sharon van Rouwendaal · Països Baixos · | 55:47,8   | Spyridon Yanniotis · Antonios Fokaidis · Kalliopi Arauzu · Grècia · | 56:05,5   | Rob Muffels · Thomas Lurz · Isabelle Härle · Alemanya · | 56:14,8   |

## Resultats de sincronitzada
| Prova (en metres) | Or | Or        | Argent | Argent    | Bronze | Bronze    |
| Prova (en metres) | Nedadora | Puntuació | Nedadora | Puntuació | Nedadora | Puntuació |
| ----------------- | --- | --------- | --- | --------- | --- | --------- |
| Solo              | Svetlana Romàixina · Rússia · | 95,8333   | Ona Carbonell · Catalunya · | 93,7000   | Anna Voloshyna · Ucraïna · | 92,3333   |
| Duo               | Daria Korobova · Svetlana Kolesnishenko · Rússia · | 96,1000   | Lolita Ananasova · Anna Voloshyna · Ucraïna · | 92,9000   | Ona Carbonell · Paula Klamburg · Catalunya · | 92,1667   |
| Equip             | Rússia · Vlada Chiguiriova · Svetlana Kolesnishenko · Anisia Oljova · Yelena Prokofieva · Alla Shishkina · Mariya Shurochkina · Guelena Topilina · Darina Valitova ·                                                                              | 96,8333   | Ucraïna · Lolita Ananasova · Olena Grechyjina · Olha Kondrashova · Olexandra Sabada · Kateryna Sadurska · Anastasiya Savchuk · Xeniya Sidorenko · Anna Voloshyna · | 94,0667   | Espanya amb participació de Catalunya · Clara Basiana Cañellas · Alba María Cabello · Ona Carbonell · Margalida Crespí Jaume · Sara Levy Sellares · Meritxell Mas Pujadas · Cristina Salvador González · Paula Klamburg ·     | 92,4667   |
| Combo             | Ucraïna · Lolita Ananasova · Olena Grechyjina · Olexandra Kashuba · Dana-Mariya Klymenko · Olha Kondrashova · Kateryna Reznik · Olexandra Sabada · Kateryna Sadurska · Anastasiya Savchuk · Xeniya Sidorenko · Anna Voloshyna · Olha Zolotarova · | 94,4333   | Espanya amb participació de Catalunya · Clara Basiana Cañellas · Alba María Cabello · Clara Camacho del Hoyo · Ona Carbonell · Margalida Crespí Jaume · Sara Gijón Cabrera · Thais Henríquez Torres · Cecilia Jiménez Nieto · Paula Klamburg · Sara Levy Sellares · Meritxell Mas Pujadas · Cristina Salvador González · | 93,0333   | Itàlia · Elisa Bozzo · Beatrice Callegari · Camilla Cattaneo · Linda Cerrutti · Francesca Deidda · Costanza Ferro · Manila Flamini · Mariangela Perrupato · Alesia Pezzone · Federica Sala · Dalila Schiesaro · Sara Sgarzi · | 90,3333   |